# Soul Food : Les Liens du sang
Pour les articles homonymes, voir Soul Food.
Soul Food : Les Liens du sang (Soul Food) est une série télévisée américano-canadienne en 74 épisodes de 42 minutes, créée par George Tillman Jr. et Felicia D. Henderson d'après le film homonyme et diffusée à partir entre le 28 juin 2000 et le 26 mai 2004 sur Showtime.
En France, la série est diffusée depuis le 3 janvier 2008 sur Série Club en VO sous-titrés.

## Synopsis
Cette série met en scène la vie d'une famille afro-américaine à Chicago.

## Distribution
- Nicole Ari Parker : Teri Joseph
- Malinda Williams : Tracy « Bird » Van Adams
- Vanessa Williams : Maxine Chadway
- Aaron Meeks : Ahmad Chadway
- Rockmond Dunbar : Kenny Chadway
- Darrin Dewitt Henson : Lem Van Adams
- Taylor Love : Kelly Chadway
- Boris Kodjoe : Damon Carter
- Al Mukadam : Teddy Davidson

## Épisodes

### Première saison (2000-2001)
1. La roue tourne (The More Things Change)
2. L'histoire se répète (The More Things Stay the Same)
3. Au cœur du problème (Heart of the Matter)
4. Ce que veulent les femmes (What Women Want)
5. La Théorie de la pastèque (The Watermelon Theory)
6. Trouver sa voie (Claiming)
7. Que la vérité soit faite (Truth Be Told)
8. Manque de chance (Bad Luck)
9. Le Tout pour le tout (Anything You Can Do alias Show Me the Money)
10. Secrets et Mensonges (Samurai Secrets)
11. Une affaire d'homme (Man Trouble)
12. Ainsi va la vie (The Language of Life)
13. Révélations (Ordinary Pain)
14. Nouveau Départ (Nice Work If You Can Get It)
15. Titre français inconnu (Little Girl Blue)
16. Titre français inconnu (This Crazy Life)
17. Titre français inconnu (Sometimes You Win, Sometimes You Lose)
18. Titre français inconnu (Everything Is Unfolding Perfectly)
19. Titre français inconnu (A Clear and Present Stranger)
20. Titre français inconnu (Take Me to the Water)

### Deuxième saison (2001-2002)
1. La malédiction du baptême (The Aftermath)
2. La vie continue (Welcome Home)
3. Secrets et surprises (Who Do You Know?)
4. Le poids des autres (God Bless the Child)
5. Sexe, argent et trahison (Sex and Money)
6. Le grand retour (Come Back for the Comeback)
7. Jeux dangereux (Games People Play)
8. Une bonne leçon (Life Lessons)
9. Les bons comptes font les bons amis (The Root)
10. Ce n'est qu'un au revoir (Never Can Say Goodbye)
11. Conscience dédoublée (I'm Afraid of Americans)
12. Vote de confiance (Running As Fast As I Can)
13. L'oiseau quitte son nid (Fly Away Home)
14. La traque (If You Don't Know Me By Now...)
15. Des choix judicieux (From Dreams to Nightmares)
16. La loi de la rue (A Taste of Justice)
17. Détresse (Help)
18. Amour et rivalité (Lovers and Other Strangers)
19. Qui sème le vent... (In Transition)
20. C'est ça, l'amour ? (This Must Be Love)

### Troisième saison (2002)
1. Titre français inconnu (Tonight at Noon)
2. Titre français inconnu (Ultimate Power)
3. Titre français inconnu (Past Imperfect)
4. Titre français inconnu (Out With the Old...)
5. Titre français inconnu (Empty Spaces)
6. Titre français inconnu (Stranger Than Fiction)
7. Titre français inconnu (Child Safety)
8. Titre français inconnu (Let's Do It Again)
9. Titre français inconnu (Big Dreams in Small Spaces)
10. Titre français inconnu (Emotional Collateral)

### Quatrième saison (2003)
1. Titre français inconnu (All Together Alone)
2. Titre français inconnu (Life 101)
3. Titre français inconnu (The New Math)
4. Titre français inconnu (Truth's Consequences)
5. Titre français inconnu (Shades of Grey)
6. Titre français inconnu (My Brother's Keeper)
7. Titre français inconnu (Attracting Opposites)
8. Titre français inconnu (Sacrifice Fly)
9. Titre français inconnu (Nobody's Child)
10. Titre français inconnu (Falling From Grace)

### Cinquième saison (2004)
1. Titre français inconnu (Pagan Poetry)
2. Titre français inconnu (Two to Tango)
3. Titre français inconnu (The Son Also Rises)
4. Titre français inconnu (We Plan)
5. Titre français inconnu (Decisions and Choices)
6. Titre français inconnu (A Rock Hard Place)
7. Titre français inconnu (Survival Techniques)
8. Titre français inconnu (Angelitos Negros)
9. Titre français inconnu (Successful Failure)
10. Titre français inconnu (Love Me or Leave Me)
11. Titre français inconnu (Take It to the Limit)
12. Titre français inconnu (In the Garden)
13. Titre français inconnu (Fear Eats the Soul [1/2])
14. Titre français inconnu (Don't Think This Hasn't Been Fabulous [2/2])